# Daibutsu Kaikoku
Daibutsu Kaikoku (en español: La llegada del gran Buda) fue una película japonesa de 1934 dirigida por Yoshirō Edamasa. Es la primera película japonesa conocida que presenta un personaje que sería antecesor al Kaijū.
Pensada originalmente como el inicio de una franquicia, no hubieron secuelas y actualmente es un film perdido.

## Trama
Una estatua de buda gigante de 33 metros cobra vida y se pasea por Chūkyō antes de dirigirse a Tokio.

## Remake
En 2018, se estrenó The Great Buddha Arrival, un mediometraje basado en la película con dirección de Hiroto Yokokawa en cooperación con el nieto de Edamasa. Dicha película se realizó gracias al crowdfunding y contó con la presencia de Akira Takarada y Yukijiro Hotaru.